# 클로디아 제닝스
클로디아 제닝스(Claudia Jennings, 1949년 12월 20일 ~ 1979년 10월 3일)는 미국의 배우, 모델, 텔레비전 배우, 플레이메이트, 영화배우이다.
에번스턴에서 태어났으며 말리부에서 사망하였다.

## 영화
- 패스트 컴퍼니 (1979년)
- 지구에 떨어진 사나이 (1976년)
- 트럭 스톱 우먼 (1974년)
- 게타 베잇 (1974년)
- 40 캐럿 (1973년)